# ミニヤーン
ミニヤーン、ミンヤン（מִנְיָן, מניין minyān, Minyan, 複数形：minyanim ミニヤーミーム）とは、ユダヤ教の礼拝において、公的礼拝をするための10名以上の人数のことを指す。ミニヤンとも称す。
10名以上の男性による礼拝をテフィッラー・ツィッブール תְּפִלָּה צִבּוּר という。
バル・ミツワー（バト・ミツワー）、結婚式などにおいても、ミンヤーンであることが望まれる。
改革派などでは、男女が同時に列席し、女性もミニヤーンに含めて数えられるようになった。